# SMS Kurfürst Friedrich Wilhelm
La SMS Kurfürst Friedrich Wilhelm fu una nave da battaglia pre-dreadnought della Kaiserliche Marine tedesca, appartenente alla classe Brandenburg; entrata in servizio nell'aprile del 1894, dopo essere stata rimodernata fu venduta nel 1910 all'Impero ottomano, entrando in servizio con la Osmanlı Donanması sotto il nome di Barbaros Hayreddin. Con i nuovi proprietari la nave prese parte estesamente alla prima guerra balcanica, venendo poi utilizzata anche nelle fasi iniziali della prima guerra mondiale; l'8 agosto 1915 la Barbaros Hayreddin fu affondata nei Dardanelli da un siluro lanciato dal sommergibile britannico E11.

## Storia
Impostata nei cantieri Kaiserliche Werft di Wilhelmshaven nel 1890, la nave fu varata il 30 giugno 1891 con il nome di Kurfürst Friedrich Wilhelm in onore di Federico Guglielmo I, principe elettore di Brandeburgo; l'unità entrò poi in servizio il 29 aprile 1894, venendo inserita con le altre tre unità della sua classe all'interno della I Divisione della I Squadra da battaglia della Hochseeflotte. La nave vide poche azioni sotto il comando tedesco: l'unico impiego operativo si ebbe nel settembre del 1900 quando l'intera I Divisione fu mandata in Cina per accompagnare il corpo di spedizione tedesco inviato a partecipare alla repressione della rivolta dei Boxer; la nave cooperò alla repressione della rivolta a Kiaochow prima di fare ritorno in patria. Nel 1904 la nave fu messa in cantiere a Wilhelmshaven per estesi lavori di ammodernamento protrattisi fino al 1905: in ogni caso l'entrata in servizio della HMS Dreadnought britannica nel 1906 rese di colpo obsolete le unità della classe Brandenburg, diminuendo notevolmente il potenziale bellico della Kurfürst Friedrich Wilhelm.
Il 12 settembre 1910 la nave (insieme alla gemella SMS Weissenburg) fu venduta all'Impero ottomano, venendo rinominata Barbaros Hayreddin in onore del corsaro ed ammiraglio ottomano Khayr al-Din Barbarossa: l'unità assunse il ruolo di nave ammiraglia della flotta ottomana, anche se il suo allestimento procedette a rilento a causa della necessità di arruolare ed addestrare il nuovo equipaggio; benché ormai operativa, la nave non prese parte alla guerra italo-turca scoppiata nel settembre del 1911, trascorrendo l'intero conflitto ferma in porto.
Nell'ottobre del 1912 gli Stati della Lega Balcanica sferrarono un attacco contro i territori europei dell'Impero ottomano, dando avvio alla prima guerra balcanica: la Barbaros Hayreddin fu intensamente impegnata nel conflitto, prima nel Mar Nero contro i bulgari fornendo fuoco di supporto alle truppe ottomane impegnate sul fronte della Tracia, e poi nel mar Egeo contro la flotta greca. La corazzata prese parte ai due più importanti scontri navali del conflitto: il 16 dicembre 1912 prese parte alla battaglia di Elli, durante la quale subì danni, 7 morti e 17 feriti a causa dei colpi dell'incrociatore corazzato greco Georgios Averof prima di rientrare sotto la protezione dei forti costieri dei Dardanelli; il 18 gennaio 1913 partecipò invece alla battaglia di Lemno, durante la quale ingaggiò nuovamente un duello di artiglieria con la Averof venendo centrata da 20 colpi di grosso calibro che provocarono gravi danni oltre a 32 morti e 45 feriti. L'8 febbraio 1913 i cannoni di grosso calibro della Barbaros Hayreddin supportarono un'operazione di sbarco ottomana a Şarköy, conclusasi dopo pochi giorni con la ritirata degli attaccanti a causa dell'ostinata resistenza dei difensori bulgari; nel marzo seguente invece la nave fece ritorno nel Mar Nero per fornire supporto di fuoco alla guarnigione ottomana di Çatalca, dando un notevole contributo a respingere gli assalti da parte dei bulgari.
L'Impero ottomano entrò nella prima guerra mondiale il 28 ottobre 1914; la Barbaros Hayreddin e le altre vecchie corazzate della flotta ottomana furono destinate ad appoggiare le difese costiere dello stretto dei Dardanelli, anche se diversi dei suoi cannoni furono rimossi per essere impiegati a terra; l'8 agosto 1915 la nave era in rotta per fornire supporto di fuoco alle forze ottomane impegnate contro lo sbarco britannico nella baia di Suvla: al largo di Bulair la corazzata fu intercetta dal sommergibile E11, penetrato all'interno dei Dardanelli, che la colpì con un unico siluro facendola capovolgere ed affondare nel giro di 15 minuti, con la perdita di circa 250 uomini dell'equipaggio